# Сортувальна станція

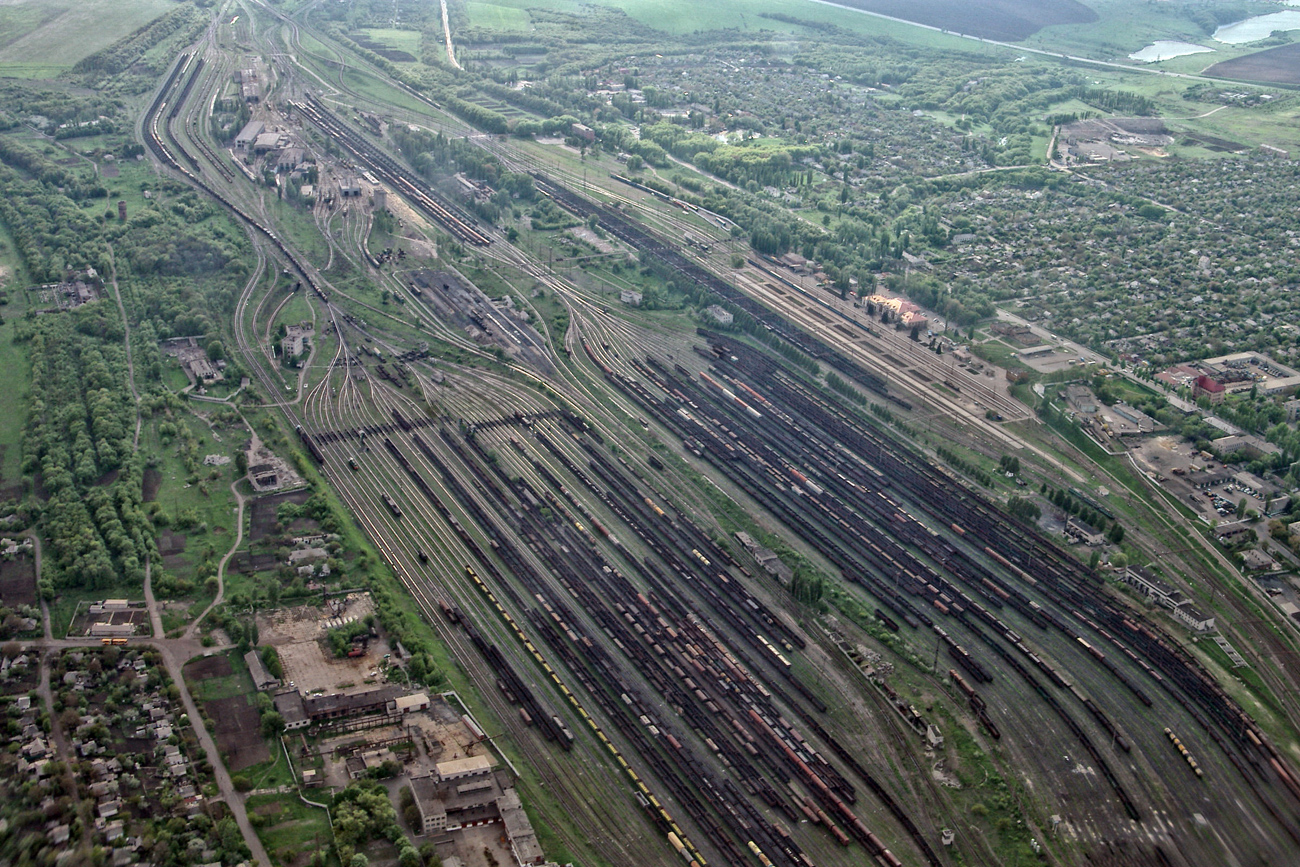
Сортувальна станція Ясинувата на Донеччині

Сортува́льна ста́нція — технічна залізнична станція, призначена для розформування та формування різноманітних категорій потягів відповідно до плану формування з окремих вагонів, виконання операцій з пропуску транзитних потягів без переробки, технічного обслуговування та комерційного огляду складу потягів і усунення виявлених несправностей вагонів, зміни локомотивів і локомотивних бригад.
Основне завдання сортувальної станції — виконання переробки вагонопотоків і формування потягів в оптимальному режимі, аби перебування вагона на станції тривало якнайменше та було технологічно обґрунтованим.
Сортувальні станції є головними опорними пунктами з організації вагонопотоків у мережі залізниць. Зазвичай вони входять до складу залізничних вузлів, що мають пасажирські та вантажні станції. У таких випадках на сортувальній станції вантажні та пасажирські операції виконують у невеликому обсязі. Для посадки та висадки пасажирів у місцеві та приміські потяги організовують пасажирські зупинкові пункти на головних шляхах. Місцеві завантажувально-вивантажувальні операції виконують, головним чином, на шляхах матеріальних складів й окремих шляхах локомотивного та вагонного господарств. Та деякі невеликі сортувальні станції можуть мати пасажирські та вантажні пристрої в такому обсязі, як на дільничній станції.
Сортувальні станції розташовані в районах масового завантаження та вивантаження вантажів, у місцях сходження магістралей, на підступах до великих промислових центрів, морських і річкових портів, у місцях виходу з добувній басейнів. У більшості випадків станція одночасно переробляє місцеві та транзитні вагонопотоки, окрім потягів, що прямують на далекі відстані без переформування на шляху прямування.
У мережі залізниць країн-членів СНД сортувальні станції розташовані нерівномірно, через історичні передумови розміщення промислових центрів і міст у різних районах мережі, характеру, розмірам і густині вагонопотоків між ними.

## Технології
Для проведення сортувальної роботи на станціях споруджують сортувальні (чи підгіркові) парки (найбільший парк станції — від 20 до 40 (у Європі часто 32) колій), гірки (колія на штучно насипаному пагорбі для спущення окремих вагонів за допомоги сили ваги) та витяжні колії. Для виконання операцій із потягами передбачені парки прийому поїздів, що вступають на переробку, парки відправлення сформованих поїздів, а також окремі парки і колії для прийому та відправлення транзитних вантажних поїздів.
Парки прийому, сортування та відправлення разом із гіркою та витяжними шляхами формують сортувальну систему (чи комплект).
Сортувальні станції бувають плоскі або безгіркові (коли вагони перетягують лише за допомоги тепловозів), з гіркою (коли вагони чи їхні зчеплення «спускають з гірки» і далі, через стрілочні вулиці та пости гальмування, вони самі котяться до потрібного состава), і станції, на яких прискорення вагонам надає природний укіс колій.
Переважна більшість сортувальних станцій має одну сортувальну систему (вагони рухаються в одному напрямку, і в сортувальному парку переробляють вагони як парного, так і непарного напрямків), можливі дві системи (кожна система переробляє вагони визначеного напрямку), чи декілька сортувальних систем. Перероблювальна спроможність односторонніх сортувальних станцій сягає 6000 вагонів на добу. За необхідності збільшення перероблювальної спроможності рекомендується спорудження двосторонніх станцій.